# Giao hưởng số 3 (Beethoven)

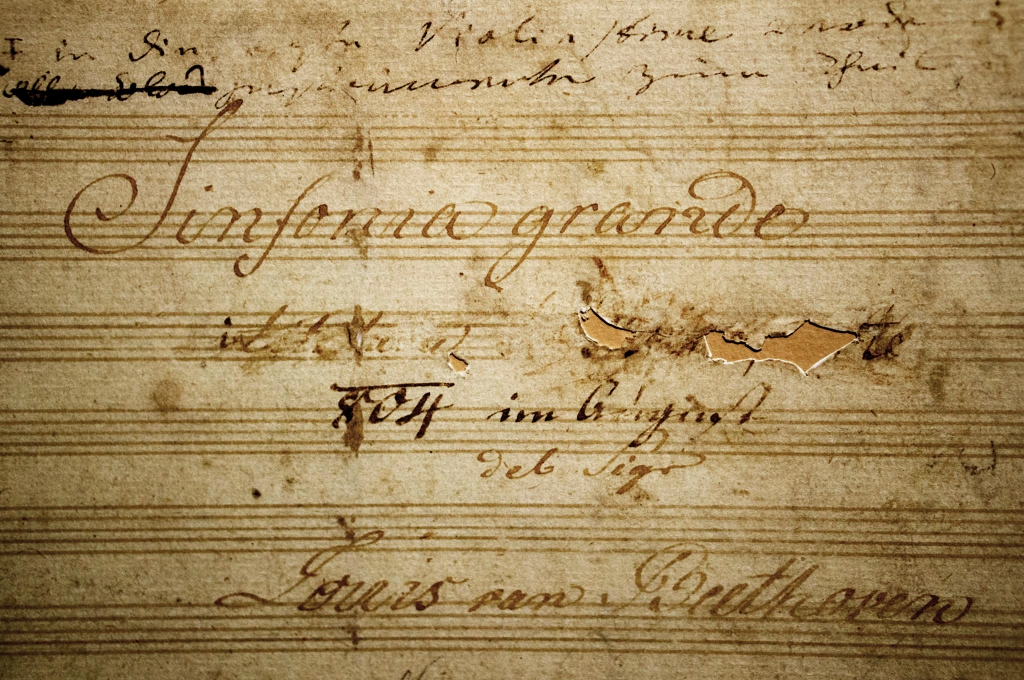
Trang đầu tiên của bản giao hưởng Eroica.

Bản giao hưởng số 3 hay còn được biết đến là Eroica (tiếng Ý nghĩa là Anh hùng) là bản giao hưởng thứ ba của Beethoven. Nó được ra đời từ lòng mến mộ Napoleon Bonaparte của Beethoven, nhưng sau khi Napoleon muốn đăng quang ngôi Hoàng đế và thành lập đế chế Pháp, thì Beethoven phản ứng quyết liệt, ông đã xé bỏ trang bìa của tổng phổ có hình của Napoleon, sau đó sửa đổi tác phẩm lại và đặt tên mới cho nó là "Eroica", có nghĩa là "Anh hùng ca". Beethoven muốn thể hiện hình ảnh người anh hùng lý tưởng của mình.